# XIAP
Х-зв'язаний інгібітор протеїну апоптозу (XIAP), також відомий як інгібітор апоптозного білка 3 (IAP3) і бакуловірусний повторюваний IAP протеїн 4 (BIRC4), являє собою білок, що зупиняє апоптозну загибель клітин.  У людини цей білок продукується геном, названим геном XIAP, розташованим на Х-хромосомі.
XIAP є одним з білків сімейства інгібіторів апоптозу (IAP). IAP спочатку були знайдені у бакуловірусах, але XIAP є одним з гомологічних білків, виявлених у ссавців. Він так називається, тому що вперше його було виявлено на хромосомі X. Білок також називається людським IAP-подібним білком (hILP), тому що він не так добре зберігається як людські IAP: hIAP-1 і hIAP-2. XIAP є одним з найбільш важливих людськи білків IAP, який в даний час були виявлені.

## Відкриття
Білок нейронального інгібітора апоптозу (NAIP) був першим гомологом бакуловірусних IAP, який був виявлений у людей. За даними, отриманими секвенуванням NIAP, на положенні Xq24-25 була виявлена послідовність генів домену цинкових пальців RING. За допомогою ПЛР та клонування були виявлені три домени BIR і цинковий палець RING на білку, який став відомий як X-пов'язаний інгібітор білка апоптозу (XIAP). МРНК XIAP спостерігається у всіх тканинах дорослої людини та ембріона, "за винятком лейкоцитів периферичної крові". Дослідження послідовності XIAP в подальшому призвели до виявлення інших членів сімейства IAP.

## Структура

### Ген
Ген XIAP у ссавців містить 7 екзонів та охоплює 54,17 кб геномної ДНК. Він розташований на Х-хромосомі на положенні Xq25.
XIAP грає важливу роль в регуляції апоптозу, тому його синтез повинен точно контролюватися. 5'-НТО мРНК XIAP становить 1700 нуклеотидів в довжину і містить IRES, який полегшує синтез XIAP в умовах стресу. Крім описаної мРНК XIAP, в результаті альтернативного сплайсингу утворюється мРНК з коротшою 5′-НТО (нетранслюєма область) довжиною 323 нуклеотиду і не містить IRES.
Кількість мРНК XIAP з короткою 5'-НТО в клітинах в 10 разів в більше, ніж з довгою. Встановлено, що мРНК з короткою 5'-НТО відповідальна за синтез XIAP в нормальних умовах і транслюється по кеп-залежному механізму, а мРНК з довгою 5'-НТО забезпечує синтез XIAP в умовах стресу. Отже, комбінація альтернативних 5'-НТО і механізмів ініціації трансляції забезпечує постійну експресію XIAP в будь-яких умовах.

### Білок
XIAP складається з трьох основних типів структурних елементів (доменів).  По-перше, бакуловірусний домен повторюваного IAP (BIR), що складається з приблизно 70 амінокислот, які характеризують всі IAP. По-друге, домен UBA, який дозволяє XIAP зв'язуватися з убіквітином.  По-третє, цинк-зв'язуючий домен, або «карбокси-кінцевий RING Finger». XIAP був охарактеризований як три аміно-кінцевих BIR-домени, за якими слідує один домен UBA і один RING-домен. Між доменами BIR-1 і BIR-2 є область лінкера-BIR-2, яка, містить єдиний елемент, який вступає в контакт з молекулою каспази для утворення комплексу XIAP/Caspase-7.

## Функції
XIAP зупиняє апоптозну загибель клітин, що викликається вірусною інфекцією або надлишком каспаз.  Каспази - це ферменти, що відповідають за загибель клітин.  XIAP зв'язується і інгібує каспази 3, 7 і 9. Домен BIR2 XIAP інгібує каспази 3 і 7, в той час як BIR3 зв'язується і інгібує каспазу 9.  Домен RING використовує активність Е3 убіквітинової лігази і дає можливість каталізувати процес убіквінування самого білка, каспази-3 або каспази-7 шляхом деградаціїчерез активність протеасоми. Проте мутації, що впливають на палець RING, істотно не впливають на апоптоз, що вказує на те, що домен BIR є достатнім для функціонування білка. При інгібуванні активності каспази-3 і каспази-7 домен BIR2 XIAP зв'язується з каналом субстрату активної ділянки, блокуючи доступ нормального білкового субстрату, що призводить до апоптозу.
Каспази активуються цитохромомом c, який вивільняється в цитозоль через порушення роботи мітохондрій. Дослідження показують, що XIAP не впливає безпосередньо на цитохром c.
Останнім часом виділяється роль XIAP у гомеостазі міді. Убіквітинова лігаза E3 домену RING XIAP сприяє деградації білка COMMD1, який має сайт для зв'язування з іоном міді.
Дослідження показали, що XIAP також бере участь у регуляції клітинного циклу. XIAP зв'язує регулятори клітинного циклу MAGED1, але значимість цієї взаємодії невідома.
XIAP, BIRC2, BIRC3 є важливими регуляторами запальних процесів в ендотеліальних клітинах.
Скоординований розвиток мозку і обличчя, ймовірно, залежить частково від медіації PTCH1-регульованого виживання клітин і апоптозу під час ембріогенезу.
XIAP і BIRC2 індукують аутофагію шляхом регулювання транскрипції BECN1, білок-кодуючого гена, що відповідає за аутофагію.

## Інгібування XIAP
XIAP інгібується DIABLO (Smac) і HTRA2 (Omi), двома білками, що сигналізують смерть, вивільняються в цитоплазму мітохондріями. Smac/DIABLO, мітохондріальний білок і негативний регулятор XIAP можуть посилювати апоптоз, зв'язуюучись з XIAP і запобігаючи його зв'язуванню з каспазами.  Це дозволяє продовжувати нормальну активність каспази. Процес зв'язування Smac/DIABLO з XIAP і вивільнення каспази може відбутися лише за наявності тетрапептида.

## Клінічне значення
Оскільки XIAP є інгібітором апоптозного білка, його можна застосовувати для лікування злоякісних новоутворень.
- Надекспресія XIAP в культивованих клітинах забезпечує стійкість до хіміотерапії.
- XIAP з використанням малих інтерферуючих РНК відновлює хіміочутливість різних злоякісних клітин.
- XIAP не токсичний для нормальних клітин.

Можливе застосування XIAP під час терапії:
1. Домен BIR2: мутації в аміно-кінцевій області, що передують BIR2-домену XIAP, повністю скасовують здатність XIAP інгібувати каспазу-3, такі ж призводять до зниження здатності XIAP інгібувати каспазу-7. Навпаки, мутації в домені BIR2 досить знижують інгібування каспаз-3 і -7. Це свідчить про те, що аміно-кінцева область, що передує домену BIR2 і домен BIR2, може бути використана для створення нових інгібіторів XIAP для лікування злоякісних новоутворень.
2. Домен BIR3: домен BIR3 блокує каспазу-9 в його неактивній мономерній формі. Ця взаємодія має вирішальне значення для зв'язування та інгібування каспази-9 BIR3.
3. Домен RING: мутації на рівні домену RING знижують, але не скасовують антиапоптотичні ефекти XIAP. Ці дані дозволяють припустити, що інгібітори лігази XIAP E3 можуть бути корисними терапевтичними доповненнями до лікування злоякісних новоутворень.

Дрібні інгібуючі молекули, які орієнтовані на домени BIR2 і BIR3 знаходяться в стані доклінічного дослідження. Ці молекули імітують дії ендогенних інгібіторів XIAP, таких як DIABLO/Smac.

## Спадкові захворювання, пов'язані з XIAP
Порушення регуляції XIAP може призвести до "раку, нейродегенеративних розладів і аутоімунітету». Високі концентрації XIAP можуть функціонувати як пухлинний маркер. При розвитку раку легенів NCI-H460, надекспресія XIAP не тільки інгібує каспазу, але і зупиняє активність цитохрому c. У випадку раку передміхурової залози XIAP є одним з чотирьох білків IAP, які надмірно експресуються в епітелії передміхурової залози, що вказує на те, що молекула, яка інгібує всі IAP, може бути необхідною для ефективного лікування. Апоптотична регуляція є надзвичайно важливою біологічною функцією, про що свідчить те, що IAP знаходять в організмах "від дрозофіли до людини".
Мутації в гені XIAP можуть призвести до важкого і рідкісного типу запального захворювання кишечника. Дефекти в гені XIAP можуть також призвести до надзвичайно рідкісних станів, які називаються Х-пов'язаним лімфопроліферативним захворюванням. Це заховрювання характеризується лімфогістіоцитозом, гіпогаммаглобулінемією і лімфомою. Цей синдром зазвичай розвивається після інфікування вірусом Епштейна-Барра.

## Взаємодії
Показано, що XIAP взаємодіє з:
- STRADB,[22]
- CASP3,[23][24][25][26][27]
- CASP7,[23][24][25]
- CASP9,[28][29][30][31]
- DIABLO,[29][32][33][34][35]
- HTRA2,[32][36]
- MAGED1,[37]
- MAP3K2,[38]
- TAB1,[22][39] and
- XAF1.[40]

## Зовнішні посилання
- GeneReviews / Запис NCBI / NIH / UW про лімфопроліферативну хворобу, X-Linked [Архівовано 5 червня 2010 у Wayback Machine.]